# (200329) 2000 GJ112
(200329) 2000 GJ112 es un asteroide perteneciente al cinturón de asteroides descubierto el 3 de abril de 2000 por el equipo del Lowell Observatory Near-Earth-Object Search desde la Estación Anderson Mesa (condado de Coconino, cerca de Flagstaff, Arizona, Estados Unidos).

## Designación y nombre
Designado provisionalmente como 2000 GJ112.

## Características orbitales
2000 GJ112 está situado a una distancia media del Sol de 3,033 ua, pudiendo alejarse hasta 3,312 ua y acercarse hasta 2,753 ua. Su excentricidad es 0,092 y la inclinación orbital 9,704 grados. Emplea 1929,55 días en completar una órbita alrededor del Sol.

## Características físicas
La magnitud absoluta de 2000 GJ112 es 15,2. Tiene 5,883 km de diámetro y su albedo se estima en 0,061. 